# Элефсис (дим)
Элефси́с (греч. Δήμος Ελευσίνας) — община (дим) в периферийной единице Западной Аттике в Греции. В 2011 году по программе Калликратиса произошло слияние общины Элефсис и сообщества Магула.  Население общины — 29 902 человека по переписи 2011 года. Площадь общины — 36,589 км². Плотность — 817,24 человек на квадратный километр. Административный центр — Элефсис. Димархом на местных выборах 2014 года выбран Еорьос Цукалас (Γεώργιος Τσουκαλάς).

## География
Граничит  с общиной Танагра на севере, с Аспропиргос — на востоке, с заливом Сароникос на юге, с общиной Мандра — Идилия — на западе.

## Административное деление
Община (дим) Элефсис делится на 2 общинные единицы.
| Общинная единица | Общинное содружество | Населённый пункт | Население (2011), человек | Площадь, км² |
| ---------------- | -------------------- | ---------------- | ------------------------- | ------------ |
| Магула           | Магула               | Магула           | 4735                      | 18,134       |
| Магула           | Магула               | Неос-Пондос      | 257                       | 18,134       |
| Магула           | Магула               | 4992             |                           | 18,134       |
| Элефсис          | Элефсис              | Элефсис          | 24 910                    | 18,455       |